# Форест Вітакер
Форест Стівен Вітакер (англ. Forest Steven Whitaker; нар. 15 липня 1961) — американський актор, режисер, продюсер. Лауреат премій «Оскар», «Золотий глобус», BAFTA та «Еммі». Він став четвертим афроамериканцем, який отримав «Оскар» за найкращу чоловічу роль після Сідні Пуатьє, Дензела Вашингтона та Джеймі Фокса. Нагорода дісталася йому за роль президента Уганди, генерала Іді Аміна, у фільмі «Останній король Шотландії» (2006).

## Біографія

### Юність
Форест Вітакер народився 15 липня 1961 року у місті Лонгвью, штат Техас, але вже у чотири роки разом з родиною переїхав до Лос-Анджелеса. Його батько Форест Вітакер-молодший (англ. Forest Whitaker, Jr.) був страховим агентом, а мати Лаура Френсіс (англ. Laura Francis) здобула професію вчителя, закінчивши два університети, поки росли її діти. У Фореста є два молодших брата Кен і Деймон і старша сестра Дебора.
Навчався у Пелісейдській середній школі, де був гравцем футбольної команди. Крім навчання у ній, Форест брав уроки співу і грав у мюзиклах. Свою першу роль виконав у постановці за п'єсою Ділана Томаса «Під покровом молочного лісу». Форест закінчив школу 1979 року.
Потім на спортивну стипендію він вступає до Каліфорнійського політехнічного університету у Помоні, який покидає після важкої травми хребта. Пізніше він був прийнятий до музичної консерваторію при Університеті Південної Каліфорнії для навчання на оперного співака, а потім поступив і на театральний факультет. Також Форест навчався у Лондонській драматичній студії (відділення у Берклі).

### Кар'єра у кіно
Форест протягом довгого часу працює з найвідомішими режисерами та акторами. Його дебют у кіно відбувся 1982 року. Він зіграв футболіста у молодіжній комедії Емі Гекерлінг «Круті часи в "Ріджмонт Хай"» з Дженніфер Джейсон Лі та Шоном Пенном у головних ролях. У 1986 році він знімається у фільмі Мартіна Скорсезе «Колір грошей» (разом з Томом Крузом та Полом Ньюманом) та військовій драмі Олівера Стоуна «Взвод». Через рік він знімається разом з Робіном Вільямсом у комедії Баррі Левінсона «Доброго ранку, В'єтнам».
У 1988 році Форест виконує головну роль саксофоніста Чарльза Паркера у фільмі Клінта Іствуда «Птах». Щоб вжитися у неї, він замикав себе на горищі, де були лише ліжко, диван та саксофон, на якому він паралельно брав уроки гри. Завдяки блискучій грі у фільмі він отримав приз за найкращу чоловічу роль на Канському кінофестивалі, а також номінувався на «Золотий глобус». Протягом 1990-х років Форест продовжує співпрацювати з відомими режисерами. Ніл Джордан запросив його на роль Джоді у фільмі 1992 року «Жорстока гра». Тодд Маккарті з газети Variety описував його гру у цьому фільмі як «приголомшливу» та «дуже емоційну».
У 1999 році Форест знімається у ролі самурая Пса-примари у драмі Джима Джармуша «Пес-примара: Шлях самурая». Як і при підготовці до зйомки у «Птасі», Форест переймався характером свого персонажа, вивчав східну філософію та багато медитував. В одному з інтерв'ю Джармуш зізнався, що створював персонаж спеціально під Вітакера. А в огляді газети «New York Times» було зазначено, що «важко уявити іншого актора, який би зіграв холоднокровного, жорстокого вбивцю з такою теплотою та людяністю».
Наступним великим проектом, у якому брав участь актор, став фантастичний фільм «Поле битви: Земля», заснований на однойменному романі Рона Габбарда. Картина була піддана масової критиці, а касові збори не покрили й половини коштів, витрачених на створення. Фільм отримав сім нагород премії «Золота малина», а сам Форест номінувався як найгірший актор другого плану, але програв Баррі Пепперу.
У 2001 році Форест знімається у 11-хвилинному фільмі Вонга Карвая «Стеження», одному з п'яти невеликих фільмів, у яких рекламуються автомобілі марки BMW. У 2002 році актор бере участь одразу у двох великих проектах: трилері Джоела Шумахера «Телефонна будка» та картині Девіда Фінчера «Кімната страху».
Найуспішнішим для Фореста стає 2006 рік, коли у прокат виходить фільм «Останній король Шотландії», у якому він виконав головну роль угандійського президента Іді Аміна. Для того, щоб увійти у роль, йому довелося набрати 20 кілограмів, навчитися грати на акордеоні, вивчити суахілі, А також відвідати Уганду, щоб зустрітися з жертвами та свідками режиму Аміна. Це був його перший візит до Африки. Завдяки зйомкам у картині Форест став володарем безлічі нагород, таких як «Оскар» за найкращу чоловічу роль, «Золотий глобус» за найкращу чоловічу роль у драматичному фільмі, премії Британської академії кіно і телебачення і багатьох інших.

### Робота на телебаченні
2002 року Форест як оповідач бере участь у 44 епізодах популярного серіалу «Сутінкова зона». 2006 року він знімається у ролі лейтенанта Джона Каваннана у поліцейській серіалі «Щит». Восени цього ж року Форест починає зніматися у серіалі «Швидка допомога» у ролі Кертіса Еймса, за що у 2007 році номінується на премію «Еммі», а також знімається у кліпі репера T.I. на пісню «Live in the Sky» разом з Джеймі Фоксом.

### Продюсер та режисер
Форест почав займатися продюсуванням та режисирування на початку 1990-х років. Він став співпродюсером фільму Білла Дюка «Лють у Гарлемі» (1991), у якому виконав і головну роль. Режисерським дебютом актора став фільм «В очікуванні видиху» (1995), заснований на однойменному романі Террі Макміллана. Відомий американський критик Роджер Еберт помітив, що тон фільму відповідає акторській манері Фореста: «спокійного та впевненого». На пісню Вітні Г'юстон «Exhale (Shoop Shoop)», що звучить у фільмі, Форест зняв кліп.
Наступною режисерською роботою актора стає романтична комедія «Проблиски надії» (1998) з Сандрою Буллок та Гаррі Коннік-молодшим у головних ролях. 2004 року Форест знімає ще одну романтичну комедію «Перша донька» (2004) з Кеті Голмс у головній ролі.
2002 року Форест став виконавчим продюсером телефільму «Від дверей до дверей» з Вільямом Мейсі у головній ролі. Картина стала володарем премії «Еммі».

## Особисте життя
У 1996 році Форест одружився з колишньою актрисою Кейшою Неш, з якою познайомився на зйомках фільму «Зметені вогнем». У них четверо дітей. Форест вегетаріанець, займається йогою і має чорний пояс з карате.
Критики та глядачі нерідко відзначають, що птоз лівого ока Фореста, вроджене захворювання окорухового нерва, надає йому загадковості та шарму, У той час як сам актор роздумує над можливістю коректувальної операції. Правда, за його заявою, мета операції зовсім не косметична, а суто медична — птоз погіршує поле зору і сприяє деградації самого зору.

## Фільмографія
| Рік       |     | Українська назва                   | Оригінальна назва                  | Роль                       |
| --------- | --- | ---------------------------------- | ---------------------------------- | -------------------------- |
| 1982      | ф   | Круті часи в «Ріджмонт Хай»        | Fast Times at Ridgemont High       | Чарльз Джефферсон          |
| 1983      | с   | Кегні та Лейсі                     | Cagney & Lacey                     | Night Manager              |
| 1984      | с   | Блюз Гілл стріт                    | Hill Street Blues                  | Флойд Ґрін                 |
| 1985      | с   | Каскадери                          | The Fall Guy                       | один                       |
| 1985—1986 | с   | Північ та Південь                  | North and South                    | Каффі                      |
| 1986      | с   | Дивовижні історії                  | Amazing Stories                    | Джеррі                     |
| 1986      | ф   | Колір грошей                       | The Color of Money                 | Амос                       |
| 1986      | ф   | Взвод                              | Platoon                            | Великий Гарольд            |
| 1987      | ф   | Стеження                           | Stakeout                           | Джек                       |
| 1987      | ф   | Доброго ранку, В'єтнам             | Good Morning, Vietnam              | Едвард Гарлік              |
| 1987      | ф   | Руки незнайомця                    | Hands of a Strange                 | сержант Делані             |
| 1988      | ф   | Кривавий спорт                     | Bloodsport                         | Роулінз                    |
| 1988      | ф   | Птах                               | Bird                               | Чарлі Паркер               |
| 1989      | ф   | Красунчик Джонні                   | Johnny Handsome                    | доктор Стівен Фішер        |
| 1990      | ф   | Нетрі                              | Downtown                           | Денніс Каррен              |
| 1991      | ф   | Лють у Гарлемі                     | A Rage In Harlem                   | Джексон                    |
| 1991      | ф   | Щоденник найманого вбивці          | Diary Of A Hitman                  | Деккер                     |
| 1992      | ф   | Стаття 99                          | Article 99                         | доктор Сід Гендлмен        |
| 1992      | ф   | Жорстока гра                       | The Crying Game                    | Джоді                      |
| 1992      | ф   | За взаємною згодою                 | Consenting Adults                  | Девід Шаблон:УтФілмі       |
| 1993      | ф   | Викрадачі тіл                      | Body Snatchers                     | майор Коллінз              |
| 1993      | тф  | Шикарне життя                      | Lush Life                          | Бадді Честер               |
| 1993      | тф  | Засуджений до смерті               | Last Light                         | Фред Вітмор                |
| 1994      | ф   | Зметені вогнем                     | Blown Away                         | Ентоні                     |
| 1994      | ф   | Висока мода                        | Pret-A-Porter                      | Сі Бьянко                  |
| 1995      | ф   | Дим                                | Smoke                              | Коул                       |
| 1995      | ф   | Особина                            | Species                            | Ден Смідсен                |
| 1996      | ф   | Феномен                            | Phenomenon                         | Нейт Поуп                  |
| 1998      | ф   | Відлік жертв                       | Body Count                         | Крейн                      |
| 1999      | ф   | Пес-примара: Шлях самурая          | Ghost Dog: The Way of the Samurai  | "Пес-примара"              |
| 2000      | ф   | Поле битви: Земля                  | Battlefield Earth                  | Кер                        |
| 2001      | кф  | Стеження                           | The Follow                         | роботодавець               |
| 2001      | ф   | Зелений дракон                     | Green Dragon                       | Едді                       |
| 2002      | ф   | Кімната страху                     | Panic Room                         | Бернхем                    |
| 2003      | ф   | Телефонна будка                    | Phone Booth                        | капітан Реймі              |
| 2003      | ф   | Озброєний відсіч                   | Deacons for Defense                | Маркус                     |
| 2004      | ф   | Перша донька                       | First Daughter                     | оповідач                   |
| 2004      | ф   | Джиміні Глік в Ля-ля-вуді          | Jiminy Glick in Lalawood           | у ролі самого себе         |
| 2005      | ф   | Прогулянка на небеса               | A Little Trip to Heaven            | Ейб Холт                   |
| 2005      | ф   | Марія                              | Mary                               | Тед Янгер                  |
| 2006      | ф   | Болото                             | The Marsh                          | Джеффрі Гант               |
| 2006—2007 | с   | Швидка допомога                    | ER                                 | Куртіс Еймс                |
| 2006      | ф   | Останній король Шотландії          | The Last King of Scotland          | Іді Амін                   |
| 2006      | ф   | Велика ставка                      | Even Money                         | Клайд Сноу                 |
| 2006—2007 | с   | Щит                                | The Shield                         | Джон                       |
| 2007      | ф   | Повітря, яким я дихаю              | The Air I Breathe                  | Щастя                      |
| 2007      | ф   | Великі сперечальники               | The Great Debaters                 | Джеймс Фармер              |
| 2007—2009 | с   | Американський тато!                | American Dad!                      | Терлінгтон                 |
| 2008      | ф   | Точка обстрілу                     | Vantage Point                      | Говард Льюїс               |
| 2008      | ф   | Мисливці на драконів               | Chasseurs de dragons               | озвучення                  |
| 2008      | ф   | Політ завдовжки в життя            | Winged Creatures                   | Чарлі Арчіналт             |
| 2008      | ф   | Королі вулиць                      | Street Kings                       | капітан Джек Вандер        |
| 2009      | ф   | Окис                               | Powder Blue                        | Чарлі                      |
| 2009      | ф   | Там, де живуть чудовиська          | Where the Wild Things Are          | Айра                       |
| 2010      | с   | Мислити як злочинець               | Criminal Minds                     | Сем Купер                  |
| 2010      | ф   | Ураганний сезон                    | Hurricane Season                   | Ел Коллінз                 |
| 2010      | ф   | Різники                            | Repo Men                           | Джейк                      |
| 2010      | ф   | Експеримент                        | The Experiment                     | Барріс                     |
| 2011      | ф   | Пастка 44                          | Catch.44                           | Ронні                      |
| 2011      | с   |                                    | Criminal Minds: Suspect Behavior   | Сем Купер                  |
| 2012      | ф   | Фрілансери                         | Freelancers                        | Денніс Лару                |
| 2012      | док |                                    | Serving Life                       | оповідач                   |
| 2013      | ф   | Повернення героя                   | The Last Stand                     | агент Джон Банністер       |
| 2013      | док |                                    | Africa                             | оповідач                   |
| 2013      | ф   | Дворецький                         | The Butler                         | Сесіл Ґейнс                |
| 2013      | ф   | Із пекла                           | Out of the Furnace                 | Веслі Барнс                |
| 2014      | ф   |                                    | Two Men in Town                    | Вільям Гарнетт             |
| 2014      | ф   | Заручниця 3                        | Taken 3                            | Френк Доцлер               |
| 2015      | ф   |                                    | Dope                               | Розповідач                 |
| 2015      | ф   | Шульга                             | Southpaw                           | Тітус «Тік» Віллс          |
| 2016      | ф   | Прибуття                           | Arrival                            | полковник Вебер            |
| 2016      | ф   | Бунтар Один. Зоряні Війни. Історія | Rogue One: A Star Wars Story       | Со Геррера                 |
| 2016      | с   |                                    | Roots                              | Генрі                      |
| 2017      | ф   |                                    | The Forgiven                       | Десмонд Туту               |
| 2017      | мс  | Зоряні війни: Повстанці            | Star Wars Rebels                   | Со Геррера                 |
| 2017—2018 | с   | Імперія                            | Empire                             | Едді Баркер                |
| 2018      | ф   |                                    | Sorry to Bother You                | Перший еквісапій / Демарій |
| 2018      | ф   |                                    | Burden                             | Преподобний Девід Кеннеді  |
| 2018      | ф   | Чорна Пантера                      | Black Panther                      | Зурі                       |
| 2018      | ф   | Як це закінчується                 | How It Ends                        | Том                        |
| 2018      | ф   |                                    | City of Lies                       | Джек Джексон               |
| 2019      | ф   |                                    | Finding Steve McQueen              | Говард Ламберт             |
| 2019—2023 | с   | Хрещений батько Гарлема            | Godfather of Harlem                | Бампі Джонсон              |
| 2020      | ф   |                                    | Jingle Jangle: A Christmas Journey | Джеронік Янгл              |
| 2021      | ф   | Повага                             | Respect                            | Ч.Л. Франклін              |
| 2023      | с   | Екстраполяції                      | Extrapolations                     | Август Боло                |
| 2025      | ф   | Спустошення                        | Havoc                              | Лоуренс Бомонт             |

## Нагороди та номінації
Перераховані основні нагороди та номінації. Повний список див на IMDb.com

### Нагороди
- 1988 Премія Канського кінофестивалю — найкраща чоловіча роль у фільмі «Птах»
- 2006 Премія «Оскар» — найкраща чоловіча роль у фільмі «Останній король Шотландії»
- 2007 Премія «Золотий глобус» — найкраща чоловіча роль у фільмі «Останній король Шотландії»
- 2007 Премія «BAFTA» — найкраща чоловіча роль у фільмі «Останній король Шотландії»

### Номінації
- 1989 Премія «Золотий глобус» — найкраща чоловіча роль у фільмі «Птах»